# C.M. Poulsen
Christian Marinus Poulsen (født 14. marts 1818 i Aalborg, død i 20. april 1885 i Skovhuset i Linå Sogn ved Silkeborg) var en dansk højskolelærer, embedsmand, botaniker, forstmand og politiker.
Poulsen var uddannet apoteker og arbejdede som assistent ved Det Akademiske Laboratorium i Kiel fra 1838 til 1842. Han var på studieture til Norge i 1841, og til Tyskland, Frankrig og Italien i 1843-1845. Her studerede han naturvidenskabelige fag og blev dr.phil i Heidelberg med en afhandling om galvanisme. Han blev lærer i geografi og naturhistorie på Rødding Højskole i 1845, men blev året efter tilbudt en stilling i Altona som fabrikkontrollør for Hertugdømmerne som han havde indtil 1848.
Fra 1854 til 1867 var Poulsen statens repræsentant i Det slesvigske Jernbaneselskab og fra 1862 også i Det dansk-engelske Gaskompagni.
Poulsen var fra ung interesseret i botanik fra ung og gjorde flere fund med Japetus Steenstrup som vejleder. Han opbyggede et stort herbarium som blev skænket til Botanisk Museum efter hans død. Poulsen blev tilbudt at deltage i Galatheaekspeditionen som botaniker, men afslog. Han købte i 1860-1862 jordene der nu udgør Linå Vesterskov sydøst for Silkeborg, og rejste skoven. Han eksperimenterede med nye træarter, blandt andre hurtigtvoksende nåletræer fra Nordamerika og skrev flere artikler om skovbrug. Senere studerede han også snegle.
Poulsen stillede op til valget til Den Grundlovgivende Rigsforsamling i Bælum mod tre modkandidater, men vandt ikke. Poulsen var medlem af Folketinget valgt i Ribe Amts 2. valgkreds (Strandby Kro-kredsen) fra 1849 til februar 1853. Han var medlem af Rigsrådet 1858-1863 valgt af Den slesvigske stænderforsamling.
Han blev udnævnt til ridder af Dannebrog i 1851 og til justitsråd i 1854.